# Issersheilingen
Issersheilingen är en ortsteil i staden Nottertal-Heilinger Höhen i Unstrut-Hainich-Kreis i förbundslandet Thüringen i Tyskland. Issersheilingen var en kommun fram till den 31 december 2019 när den uppgick i Nottertal-Heilinger Höhen. Issersheilingen hade 135 invånare 2019.